# 小行星7607
小行星7607（7607 Billmerline）是一颗绕太阳运转的小行星，为主小行星带小行星。该小行星于1995年9月18日发现。

## 轨道参数
小行星7607的轨道半长轴为2.7811966 UA，离心率为0.084。